# Cryptoclidus
Cryptoclidus ("skrytá klíční kost") byl rod druhohorního mořského plaza ze skupiny Plesiosauria z období střední jury. Rod Cryptoclidus zahrnuje dva druhy: Cryptoclidus eurymerus a Cryptoclidus richardsoni.

## Charakteristika
Cryptoclidus byl stejně jako ostatní plesiosauridi výborně přizpůsoben životu ve vodě. Měl velmi dlouhý krk a pět ploutví (jedna z nich je ocasní). Šlo o masožravce. Vzhledem k jeho slabým čelistem, ve kterých sice měl 100 dlouhých ostrých zubů, nemohl lovit velkou kořist, ale živil se rybami a hlavonožci. Dosahoval délky až 4 metry. Je možné, že byl schopen vylézt i na pevninu, jak to bylo ukázáno v cyklu Putování s dinosaury, ovšem není to možné určit. Jeho potenciálními predátory byly velké druhy pliosauridů.

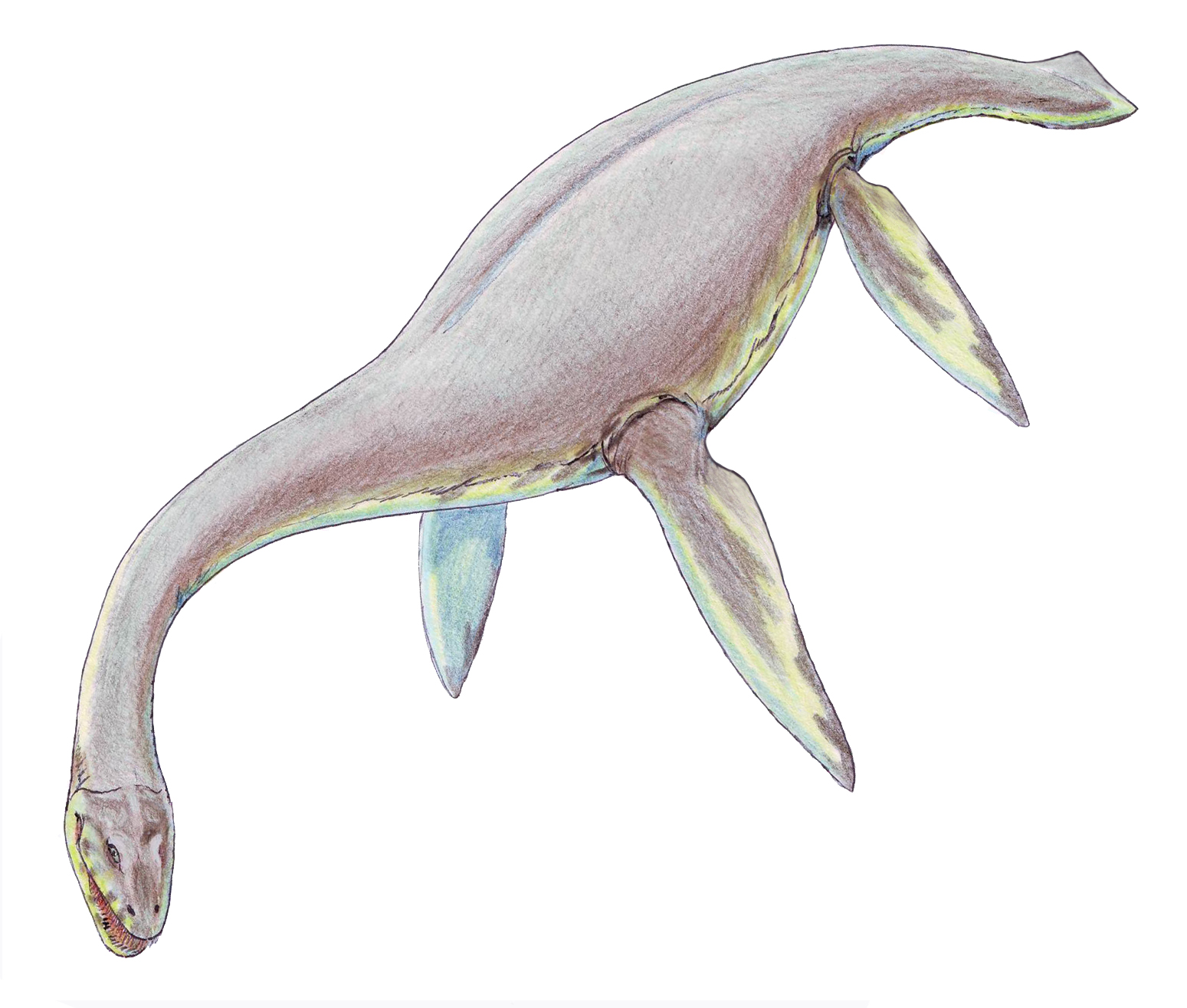
Rekonstrukce kryptoklida

## Objevy
Fosilie tohoto rodu byly nalezeny v Anglii, Francie, Rusku a v Jižní Americe. Jméno skrytá klíční kost znamená, že klíční kost kryptoklida je velmi malá a skrytá mezi ostatními kostmi. Původně byl pojmenován jako Plesiosaurus eurymerus. Zajímavým objevem je vyhojené zranění na pažní kosti kryptoklida.